# 東京ディズニーシー・クラブナイト"ベイサイド・ビート"
東京ディズニーシー・クラブナイト"ベイサイド・ビート"（とうきょう～）は、東京ディズニーシー通常営業が終了した後に開催されたスペシャルイベントの名称。2006年の1月25日、1月26日、1月27日の3日間に開催された。
2007年1月28日、1月29日、1月30日に開催されたクラブディズニー・ベイサイドビート"Returns"についても、本項で述べる。

## 概要
通常の営業は18時で終了し、19時より22時30分まで開催された。通常のチケットや年間パスポートでは入場できず、専用のチケット購入者のみ入場できた。
ポートディスカバリーとマーメイドラグーンのエリアは立ち入り禁止とされていた。
チケット価格
3800円（大人・中人・小人共通料金）
イベント
ウェルカムグリーティング
ウォーターフロントパーク
- DJプレイ
- ディズニー・リズム・オブ・ワールド

アラビアンコースト
- DJプレイ

ユカタン・ベースキャンプグリル
- ノンストップ サルサ ライヴ

ケープコッド・クックオフ
1月27日のみ開催。普段は『ドナルドのボートビルダー』を開催している建物からテーブル、椅子などを撤去しダンスホール化して、DJプレイが行われた。
フェアウェルグリーティング
出演DJ （順不同）
- DJ YAS
- DJ MURO
- DJ Hasebe
- DJ KENSEI
- KEMURI PRODUCTIONS（DJ KRUSH、刃頭）
- DJ 刃頭

## Returns
ポートディスカバリーは通行可能であったが、アトラクション、ショップ、レストランなどは営業していない。
チケット価格
4200円（大人・中人・小人共通料金）
イベント
ウォーターフロントパーク
特別出演
- TRF
- 東方神起

ケープコッド・クックオフ
ダンスショー。一般公募オーディションによるダンサー（ダンスグループ）が出演した。
アラビアンコースト
ベイサイドビート・アラビアンショー
ミゲルズ・エルドラドキャンティーナ
サルサ ライヴ
ユカタン・ベースキャンプグリル
『サルサ!サルサ!サルサ!』（Sorry & Trajenuevo）

## 関連
- 東京ディズニーランド・スペシャルナイト CLUB DISNEY "スーパーダンシン・マニアRemix"